# Conquista de Bolivia

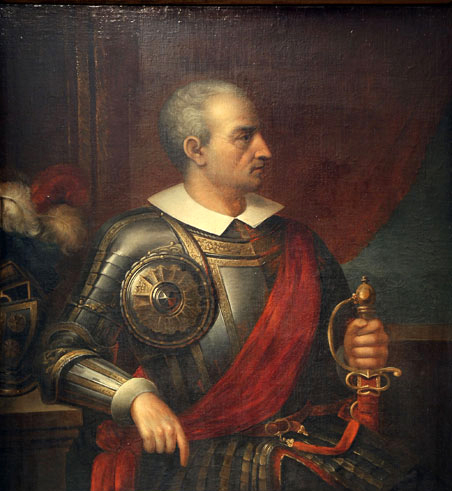
El conquistador español Diego de Almagro (1475-1538) se convirtió oficialmente en el primer hombre europeo en descubrir y recorrer los territorios que en la actualidad se conoce como Bolivia en el año 1535. Aunque otras versiones (no oficiales) mencionan que el portugués Alejo García fue el primer europeo en llegar al territorio de la entonces Charcas ya en el año 1525 (una década antes que Almagro).

La conquista de Bolivia se refiere a la conquista por parte del imperio español del territorio que hoy ocupa Bolivia. A lo largo de la época virreinal de la monarquía hispánica, este país recibió diversos nombres: Nueva Toledo, Charcas y Alto Perú.
La conquista del imperio inca por Francisco Pizarro abrió también el camino para la conquista de Bolivia a partir de julio del año 1535 y el posterior establecimiento de la Real Audiencia de Charcas, parte esencial del Virreinato del Perú, que abarcó todo lo que hoy es el territorio boliviano. Aunque la historia de Bolivia en el período virreinal se halla muy ligada al Perú, el origen de la división de ambos territorios se encuentra en las capitulaciones de Carlos V, revisadas en 1534, que asignaban a Pizarro doscientos sesenta leguas desde Tumbes al sur, y otras doscientos a Almagro al sur de estas.
Diversos historiadores de este país relatan cómo la conquista española tuvo lugar en territorio actualmente boliviano. Entre ellos, están José de Mesa, Teresa Gisbert y Humberto Vázquez-Machicado en su obra voluminosa Manual de historia de Bolivia (1958), Gonzalo Romero Álvarez García en La conquista de Nueva Toledo (1976), Enrique Finot en Nueva historia de Bolivia (1998) y en Historia de la conquista del oriente boliviano (1978), Luis Paz Arce en Historia general del Alto Perú, hoy Bolivia (1919), José Chávez Suárez en Historia de Moxos (1986), y Hernando Sanabria Fernández en Breve historia de Santa Cruz (1979) y en Crónica sumaria de los gobernadores de Santa Cruz: 1610-1810 (1975).

## Década de 1520

### Primer europeo en Charcas
El primer europeo que pisó lo que actualmente es el territorio boliviano fue el portugués Alejo García quien durante esa época se encontraba al servicio de la Corona española y el cual había llegado a América en una de las tripulaciones bajo el mando del conquistador español Juan Díaz de Solís. Los barcos llegaron por primera vez a lo que hoy es el actual Río de La Plata en 1516 pero una vez estando ya en tierra fueron atacados por los charrúas (otras versiones señalan que fueron los guaraníes) por lo que tuvieron que zarpar inmediatamente de regreso a España para poder salvar sus vidas pues inclusive el propio comandante Díaz de Solís había fallecido en manos de los nativos, sin embargo uno de estos barcos (en la que se encontraba García) no lo pudo hacer pues quedó naufragando cerca de las costas de Brasil donde finalmente encalló.
Es de esa manera que Alejo García quedó al mando de los 18 hombres que no pudieron regresar a España y decidieron continuar con su viaje a pie pero por tierra adentro y llegó hasta lo que hoy actualmente se conoce como Paraguay. Una vez ahí, empezó a mantener contacto con los guaraníes que vivían en el lugar llegando a aprender su idioma. Los indígenas le contaron al portugués que había un gran imperio al cual denominaban como «el Rey Blanco y la Sierra de la Plata» así como un templo dedicado al sol más grande que ninguna otra edificación nunca antes vista en la tierra, una fortaleza inexpugnable como capital, palacios ricamente adornados con una riqueza en oro y plata en las entrañas de la tierra incomparable (evidentemente se referían el Imperio Incaico).
Esto conllevó a que entre 1520 y 1525, García reuniera unos 2000 guaraníes y decidiera incursionar en los territorios pertenecientes en ese entonces al Imperio Inca. Atacaron y saquearon pequeñas poblaciones fronterizas incaicas como Mizque, Presto, Tarabuco y las aldeas Chichas.

## Década de 1530

### Expedición de Diego de Almagro a los territorios del actual Bolivia, Argentina y Chile

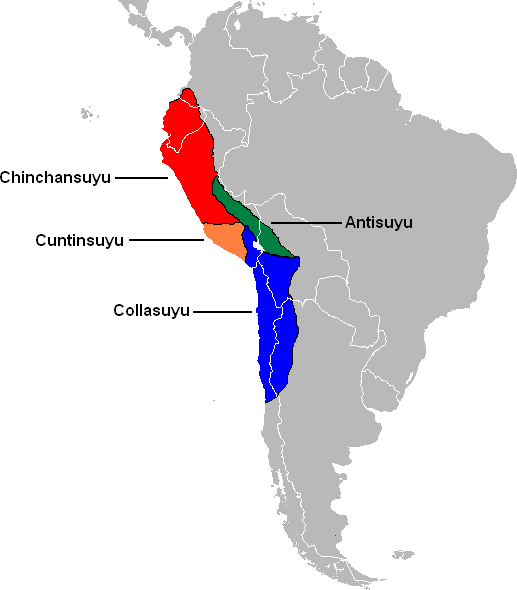
El Collasuyo (que abarcaba actualmente parte de Perú, Bolivia, Chile y Argentina) era uno de los "Cuatro Suyos" que componían el "Gran Tahuantinsuyo" en los que el Imperio Incaico había dividido su enorme territorio antes de la llegada de los conquistadores españoles en 1532.

Una vez descubierta las nuevas tierras en Sudamérica y con la posterior captura y ejecución el Inca Atahuallpa, el conquistador Hernando Pizarro (hermano de Francisco Pizarro) retornó a España para informar al rey Carlos V sobre la Conquista del Perú y una vez enterado de todo lo sucedido, el monarca español decidió entonces realizar un nuevo reordenamiento del mapa y para ello dividió en dos partes el nuevo territorio conquistado. El norte con una extensión de 260 leguas le otorgó al conquistador Francisco Pizarro con el nombre de Gobernación de Nueva Castilla y el sur con una extensión de 200 leguas le otorgó al conquistador Diego de Almagro con el nombre de Gobernación de Nueva Toledo. 
Pero los desacuerdos entre ambos conquistadores por los límites de sus respectivas gobernaciones, hicieron que Pizarro le propusiera a Almagro que en vez de discutir más bien comience a explorar los territorios del sur que le correspondía pues le convenció de que encontraría tal vez mucha más riquezas si se dirigía hacia al sur. Almagro aceptó la idea de la exploración y permitió que Pizarro se quedase en posesión de Cuzco, la capital del Imperio Inca.

División de las capitulaciones españolas en Sudamérica en el

### Fundación de Paria (primer poblado español en Bolivia)
Antes de partir de viaje rumbo a las tierras de lo que en ese entonces se conocía todavía como el Collasuyo, Almagro decidió enviar primeramente una pequeña expedición de avanzada al mando del capitán español Juan de Saavedra y Sevilla quien marchando por las orillas del Lago Titicaca y cruzando el río Desaguadero, ingresó por primera vez a lo que actualmente es el territorio de Bolivia. Estando ya en las tierras de lo que hoy se conoce como el departamento de Oruro, Saavedra fundó el 23 de enero de 1535 el primer poblado español al cual lo bautizaron con el nombre de Paria situado actualmente a una distancia de solo 20 kilómetros de la ciudad de Oruro.

### Fundación de Tupiza (segundo poblado español en Bolivia)
Finalmente, Almagro salió del Cuzco el 15 de julio de 1535 pero cabe mencionar que para poder recorrer y explorar de manera tranquila los territorios y dominios del Inca sin ser atacados por sus súbditos, Almagro estuvo acompañado del Paullu Inca (un príncipe incaico leal a los conquistadores españoles) así como también le acompañaba el gran sacerdote del imperio incaico Vila Oma.
Siguiendo las huellas de la ruta ya recorrida por Juan de Saavedra, Almagro llegó a Paria, donde instaló su campamento para luego continuar con su viaje hacia el sur llegando a lo que hoy actualmente es la provincia de Sud Chichas, en el departamento de Potosí. Una vez ahí, Almagro fundó la ciudad de Tupiza el 29 de octubre de 1535, convirtiéndose en el segundo poblado español en el territorio actual boliviano.

### Rumbo a Argentina y Chile
Después de la fundación de Tupiza, Diego de Almagro continuo con su viaje hacia el sur, ingresando a lo que actualmente es el Norte Argentino y de ahí pasó a Chile. Pero estando muy desilusionado por no haber encontrado ninguna riqueza, decidió volver nomás al Cusco tomando el camino de la costa. Durante su viaje de retorno, Almagro volvía muy enfadado con los Pizarro pues no estaba nada satisfecho con la parte que le había tocado durante el repartimiento territorial que había realizado el rey Carlos V. 

### Levantamiento de Almagro contra los Pizarro
Estando ya una vez en Cusco, Almagro decidió tomar presos a los hermanos Pizarro (a Hernando y Gonzalo) quienes lograron apenas escapar de su cautiverio para ir a contar todo lo sucedido a Francisco Pizarro que en ese momento se encontraba en la ciudad de Lima, comenzando de esa manera la guerra entre ambos bandos. La rebelión de Diego de Almagro terminaría finalmente con la decisiva Batalla de las Salinas del 6 de abril de 1538 en donde Francisco Pizarro logra derrotar a las tropas almagristas.
Una vez derrotado, Diego de Almagro fue hecho prisionero por lo pizarristas y llevado a Cuzco en donde fue juzgado y sentenciado a la pena de muerte por alzamiento contra la Corona española. El 8 de julio de 1538, Almagro fue finalmente degollado (por estrangulamiento) en plena plaza principal de aquella ciudad.

### Expedición de los hermanos Pizarro a Bolivia
El Collasuyu (parte del actual Bolivia) no era simplemente un centro de riqueza mineral sino que también fue uno de los últimos reductos de resistencia indígena contra los conquistadores españoles que empezó a  sentirse con más fuerzas por lo menos desde principios del año 1536. Cabe mencionar que antes de que Diego de Almagro fuera sentenciado a la pena de muerte, el joven príncipe Inca Paullu había decidido establecer una alianza con éste para ayudarlo en su enfrentamiento contra los Pizarro. Sin embargo una vez muerto Almagro, Gonzalo Pizarro se vio obligado a negociar con Paullu ya que necesitaba de su apoyo para poder ingresar a las tierras del Collasuyo pues Paullu tenía mucha autoridad en los indígenas que habitaban estas tierras  
A diferencia de la expedición de Diego de Almagro de 1535, el ingreso de los hermanos Pizarro a Bolivia fue de manera violenta debido a que para el año 1538 los indígenas del lugar se encontraban en pie de guerra aunque a la vez estaban también divididos pues mientras algunos disciplinadamente obedecían las órdenes de Manco Inca de levantarse contra los conquistadores españoles, otros decidieron en cambio seguir las órdenes de Paullu Inca de cooperar con la conquista española. 
Manco Inca decidió levantar una rebelión en el sur del Imperio contando con el apoyo de todas las etnias del Collasuyo a excepción de los indígenas collas (que después del fallido cerco al Cusco) decidieron rechazar nomás la confrontación y tomar el camino de la paz con los españoles. Es de esa manera que Paullu recibió el apoyo total de los collas de Azángaro, situados al norte
del lago Titicaca, alistando una fuerza de 5.000 “indios
amigos” en su capital Hatuncolla. 

#### Rivalidad entre Incas y Collas
En este punto cabe recordar que históricamente los collas siempre habían sido contrarios a los incas y esa su actitud no fue tampoco distinta durante la conquista española. Paullu, que acompañaba a los españoles, había logrado obtener el apoyo del gobernador del Collasuyu Chalko Yupanqui. En cambio en el otro bando, Manco Inca junto con el general incaico Tisoc y el prestigioso sacerdote inca Vilac Uma, se convirtieron en las cabezas que lideraron la resistencia contra la conquista española.
Para organizar la rebelión, Manco Inca decidió enviar al Collasuyo al general Tisoc con la misión de entablar negociaciones con el líder de los Lupacas Mallku Cari (denominado a veces como Caripaxa) así como también con el líder de los Pacajes Quintiraura, quien alguna vez llegó a auto declararse como “hijo del Sol”. Si bien el general Tisoc comenzó a planear la resistencia junto con estos jefes étnicos (lupaca y pacaje), sin embargo posiblemente también los instigó a enfrentarse contra los collas pues durante esos días el jefe lupaca Caripaxa decidió atacar a los collas devastando sus tierras a modo de castigo por haber colaborado a los españoles en el Cusco. 

#### Fundación de Villa de La Plata (1538)
La conquista del territorio y los asentamientos se realizaron inicialmente en el Altiplano, luego de abandonar la empresa Diego de Almagro y enfrentarse a Francisco Pizarro, este último comisionó a su hermano Gonzalo Pizarro en 1536 otra nueva expedición a la región del Collao (Collasuyo), quien como acto de posesión de la mina argentífera de Porco y toda el área denominada como la Nueva Toledo, ubica como sede de su expedición al poblado nativo de Chuki-Chaca, renombrándola como Charcas el 29 de septiembre de 1538, considerándose este acto como la primera fundación de la actual ciudad de Sucre; más adelante Pedro de Anzures marquéz de Camporredondo, formalizaría la fundación renombrándola como villa de La Plata de la Nueva Toledo, el 16 de abril de 1540, adquieriendo el rango de ciudad por cédula real de Carlos V el año 1552, al erigirse el obispado de La Plata de los Charcas (Arzobispado desde 1604) y al oficializarse como centro operativo de la administración minera argentífera de Porco, Potosí y Oruro (San Miguel), además de vértice entre Lima y Asunción como de las expediciones en la búsqueda de El Dorado.
Una fundación que es incierta hasta hoy en día es la de la villa de Tarija. El 25 de junio de 1539, Pedro Anzúrez de Camporredondo regresó de Cuzco, con autorización expresa del rey de España y del marqués Francisco Pizarro para hacer un pueblo en el valle de Tarija, cuyo documento lo firma el aventurero griego Pedro de Candía. El compromiso firmado por Candía y Anzúrez fue cumplido aparentemente el 6 de septiembre del mismo año, dado que todos los documentos del escribano real, Juan de Grájeda se firman en lo que llaman "el pueblo del valle de Tarixa". Es por esto que se puede suponer, que en algún momento, ya sea en la fecha indicada o un poco antes de ella, se hubiera dado efectivamente cumplimiento al compromiso. Sin embargo, la fecha popularmente considerada como la fundación de Tarija es el 4 de julio de 1574 por el español Luis de Fuentes y Vargas, que le dio el nombre de Villa de San Bernardo de la Frontera de Tarixa.

## Década de 1540

### Posteriores fundaciones
Pedro de la Gasca, después de la pacificación del Perú, mandó fundar la ciudad de Nuestra Señora de La Paz, actual sede de gobierno de Bolivia. Ésta fue fundada el 20 de octubre de 1548 por el capitán Alonso de Mendoza, en el templo de la actual localidad de Laja. En 1559 se creó la Real Audiencia de Charcas con sede en Chuquisaca, dependiente del virreinato cuya capital era Lima, con jurisdicción sobre la actual Bolivia y los territorios de Puno, Atacama, Tucumán, Paraguay y Buenos Aires.
En la tabla se muestran las primeras villas fundadas por los conquistadores españoles en el actual territorio boliviano:
| Villa                    | Fecha de fundación       | Fundador                       |
| ------------------------ | ------------------------ | ------------------------------ |
| Paria                    | 23 de enero de 1535      | Juan de Saavedra               |
| Tupiza                   | 29 de octubre de 1535    | Diego de Almagro               |
| Caracollo                | 30 de noviembre de 1535  | Juan de Saavedra               |
| Villa de La Plata        | 29 de septiembre de 1538 | Pedro Anzúrez de Camporredondo |
| Nuestra Señora de La Paz | 20 de octubre de 1548    | Alonso de Mendoza              |

## Expansión
En 1561 Ñuflo de Chávez fundó Santa Cruz de la Sierra, en la región de los Llanos de Chiquitos, y el virrey Francisco Álvarez de Toledo mandó a fundar Cochabamba en 1571, Tarija en 1574 (sin considerar la fundación de Candía y Anzúrez) y Tomina en 1575 para proteger el territorio de los ataques de los indígenas chiriguanos.
Desde el altiplano se comenzó la exploración de las tierras bajas: Andrés Manso, por el Chaco, Álvarez Maldonado y Gómez de Tordoya, el país de los chunchus, al norte del actual departamento de La Paz y Diego Alemán, al límite del país de los moxos (actual departamento del Beni). También se inició la conquista de Tucumán, se fundó Mizque en 1603 y Oruro en 1606 por Manuel Castro de Padilla. 
Se organizaron expediciones a los llanos de Moxos, del Chaco y de Chiquitos.

## Potosí

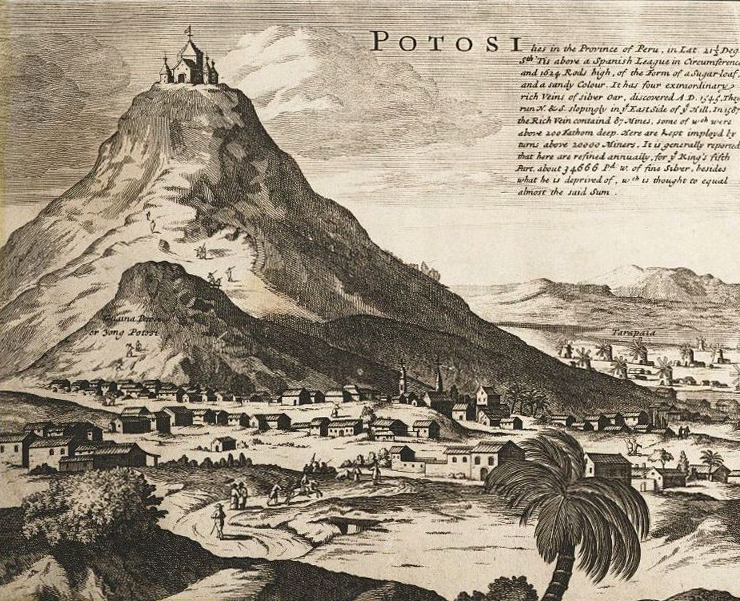
Grabado antiguo del Cerro Rico de Potosí

El territorio boliviano jugó un importante papel en la economía americana cuando en 1545 se descubrieron las minas de Potosí y se fundó la ciudad homónima que alcanzaría un gran desarrollo. En Charcas florecieron La Plata (Sucre), capital política de la Audiencia y Potosí, su capital económica. La impresionante riqueza de mineral de plata del Cerro Rico de Potosí dio lugar a que esa ciudad tuviera en el año 1611, unos 160.000 habitantes, constituyéndose en una de las cinco urbes más grandes del mundo de entonces.
Potosí alimentó en gran parte a la Corona española durante los siglos XVII y XVIII y financió en buena medida las guerras europeas emprendidas por Felipe II y sus sucesores. La plata viajaba a lomo de mula hasta el Callao, desde allí se embarcaba a Panamá, de allí nuevamente en mulas a Nombre de Dios o Portobelo, donde se difundía por toda Europa. Para abastecerse de mano de obra indígena los españoles utilizaron la institución inca de la mita. El virrey Toledo reglamentó su funcionamiento en sus famosas instrucciones: debía pagárseles directamente y no a través de los curacas (caciques de las comunidades); debían residir en barrios adecuados, su estancia se limitaba a cuatro meses y se prohibía que los mitayos procedieran de las tierras bajas ya que la gran altitud los diezmaba.

## La Iglesia y las misiones jesuitas
En 1671 los jesuitas obtienen de la Real Audiencia de Charcas el privilegio de fundar misiones en Moxos y Chiquitos. También pusieron en marcha la Universidad de San Francisco Xavier en Charcas.
La evangelización comenzó en 1535 con la entrada de los primeros frailes franciscanos. Posteriormente la iglesia intensificó su importante papel, fundando en 1552 el Obispado de Charcas, con sede en Chuquisaca, el arzobispado en 1609, y en 1605 los obispados de La Paz y Santa Cruz de la Sierra.

## Organización social
La sociedad boliviana se hallaba conformada por españoles y criollos que eran por lo general funcionarios reales, encomenderos, azogueros y grandes comerciantes, y que vivían en las ciudades, al igual que Mestizos, artesanos y pequeños comerciantes. Los indígenas, muy numerosos, trabajaban las tierras y las minas de los españoles bajo el sistema de mita, encomienda o jornal, y disponían también de las tierras de las comunidades. Los esclavos negros estaban dedicados fundamentalmente al trabajo doméstico o al cultivo en las tierras tropicales.

## Lista de ciudades del periodo virreinal
A continuación, se detalla mediante una lista en qué fecha se fundaron distintas ciudades en el actual territorio boliviano a lo largo del periodo virreinal. Cabe aclarar que algunas de estas que hoy son ciudades o poblados, durante la época virreinal fueron curatos, capellanías o reducciones jesuíticas.

### Departamento de Oruro
- 1535: Paria (23 de enero)
- 1535: Caracollo (30 de noviembre)
- 1606: Villa de San Felipe de Austria, hoy Oruro (1 de noviembre)

### Departamento de Potosí
- 1535: Tupiza (29 de octubre)
- 1545: Villa Imperial de Potosí (1 de abril)

### Departamento de Chuquisaca
- 1538: Villa de La Plata de la Nueva Toledo, hoy Sucre (29 de septiembre)
- 1575: Santiago de Tomina (25 de julio)
- 1578: San Pedro de Montalbán de Tarabuco (29 de junio)
- 1583: San Miguel de La Laguna, hoy Padilla (23 de junio)
- 1595: San Antonio de los Sauces, hoy Monteagudo (20 de agosto)

### Departamento de La Paz
- 1548: Nuestra Señora de La Paz (20 de octubre)
- 1551: Tambo de Viacha (28 de septiembre)
- 1587: San Miguel de Apolobamba (29 de septiembre)
- 1623: San Pedro de Cuarahuara
- 1680: San Antonio de Ixiamas (13 de junio)

### Departamento de Cochabamba
- 1566: Tiraque (24 de julio)
- 1571: Villa Real de Oropesa, hoy Cochabamba (2 de agosto)
- 1593: Villa de Quillacollo (14 de septiembre)
- 1603: Salinas de Río Pisuerga, hoy Mizque (19 de septiembre)
- 1741: Villa Madrid, hoy Tarata (3 de enero)
- 1761: Villa de San Pedro de Sacaba (29 de junio)
- 1781: Curato de Punata (15 de febrero)

### Departamento de Santa Cruz
- 1561: Santa Cruz de la Sierra (26 de febrero)
- 1613: Ciudad del Valle de la Purificación de la Santísima Virgen, hoy Samaipata (30 de mayo)
- 1612: Jesús y Montes Claros de los Caballeros de Vallegrande (30 de marzo)
- 1616: Ángel Custodio de Saipina (16 de agosto)
- 1643: Santa María de la Guardia y Mendoza, hoy Comarapa (11 de junio)
- 1696: San Rafael de Velasco (24 de octubre)
- 1697: San José de Chiquitos (19 de marzo)
- 1709: La Inmaculada Concepción de María (8 de diciembre)
- 1714: San Juan Bautista de Porongo (22 de febrero)
- 1721: San Miguel de Velasco (29 de septiembre)
- 1723: Los Santos Desposorios de Buena Vista (26 de febrero)
- 1743: San Javier de Chiquitos (4 de julio)
- 1748: Capellanía de Pucará (8 de noviembre)
- 1763: Capellanía de Pampa Grande (14 de abril)
- 1770: Santa Rosa del Sara (27 de enero)
- 1770: Inmaculada Concepción de la Virgen María de Portachuelo (8 de diciembre)
- 1791: San Carlos (4 de noviembre)
- 1798: San Ignacio de Velasco (31 de julio)
- 1799: Cotoca (15 de diciembre)

### Departamento de Tarija
- 1574: Villa de San Bernardo de la Frontera de Tarija (4 de abril)
- 1606: San Luis de Entre Ríos (6 de julio)

### Departamento del Beni
- 1682: Nuestra Señora de Loreto (25 de marzo)
- 1686: La Santísima Trinidad (13 de junio)
- 1689: San Ignacio de Moxos (1 de noviembre)
- 1691: San Javier (3 de diciembre)
- 1693: San Borja (10 de octubre)
- 1704: Exaltación de la Santa Cruz (14 de septiembre)
- 1708: Santa Ana del Yacuma (26 de julio)
- 1709: San Joaquín (21 de agosto)
- 1720: Nuestra Señora de Magdalena (22 de julio)
- 1792: San Ramón (31 de agosto)
- 1796: Santos Reyes (6 de enero)
- 1800: San José de Huacaraje (19 de marzo)